# Шмідгаден
Шмідгаден (нім. Schmidgaden) — громада в Німеччині, розташована в землі Баварія. Підпорядковується адміністративному округу Верхній Пфальц. Входить до складу району Швандорф.
Площа — 41,23 км2. Населення становить 2974 ос. (станом на 31 грудня 2020).